# Elasticsearch
Elasticsearch — вільне програмне забезпечення, пошуковий сервер, розроблений на базі Lucene. Надає розподілений,  багатоклієнтський повнотекстовий пошуковий рушій з HTTP вебінтерфейсом і підтримкою безсхемних JSON документів.
Є найпопулярнішим пошуковим рушієм, випереджаючи Apache Solr. Розробляється на Java і випускається під ліцензією Apache License.

## Історія
Elasticsearch є продовженням проєкту Compass, значну частину якого було переписано задля підтримки масштабовності (Compass — пошуковий рушій на базі Lucene, розроблявся Шейєм Беноном в 2004—2009 роках).
Перший випуск Elasticsearch (версія 0.4) відбувся у лютому 2010.

## Огляд
Elasticsearch може використовуватись для індексування та пошуку будь-яких типів документів. Він надає масштабовний пошук, має пошук близький до реального часу і підтримку мультиарендності.
Elasticsearch має можливість розподілення, індекси можуть бути розділені на сегменти, при чому кожен сегмент може мати нуль чи більше реплік. Кожен вузол містить один чи більше сегментів і діє як координатор делегування операцій на потрібний сегмент. Балансування та маршрутизація виконується автоматично.

## Приклади використання
- Реалізація внутрішнього пошуку на вебсайті, наприклад пошук товарів в інтернет-магазині. В цьому випадку Elasticsearch індексує каталоги товарів, та надає можливості пошуку та припущення щодо автозаповнення.
- Зберігання журналів подій чи транзакцій, аналізування і добування даних для отримання тенденцій, статистик, висновків, аномалій. В даному випадку можна використовувати Logstash для збору, об'єднання, аналізу даних, і потім перенаправляти ці дані в Elasticsearch для подальшого опрацювання.
- Для розробки, наприклад, платформи для цінового оповіщення, що дозволяє досвідченим в цій сфері користувачам визначати правила типу «Я зацікавлений в придбанні електронного ґаджету XXX і я хочу бути оповіщеним якщо ціна у будь-якого постачальника впаде нижче XXX протягом наступного місяця». В даному випадку можна збирати ціни, індексувати їх в Elasticsearch і використовувати функцію зворотнього пошуку: зіставляти коливання цін з запитом користувача і при відповідності до запиту надсилати сповіщення.
- Для впровадження аналітики/Бізнес-аналітики у проєкт, коли треба швидко досліджувати, аналізувати, візуалізувати надзвичайно великі об'єми даних (мільйони чи мільярди записів). У цьому разі доцільно використання Elasticsearch для збереження даних і Kibana для побудови користувацьких панелей відображення і візуалізації необхідних аспектів. До того ж, можна використовувати агрегаційні функції Elasticsearch для здійснення комплексної бізнес-аналітики даних.[4]

## Підтримка української
У версії 5.1.1 додано підтримку української через аналізатор української мови в Apache Lucene.